# Fußball-Weltmeisterschaft 2006/International Broadcast Centre

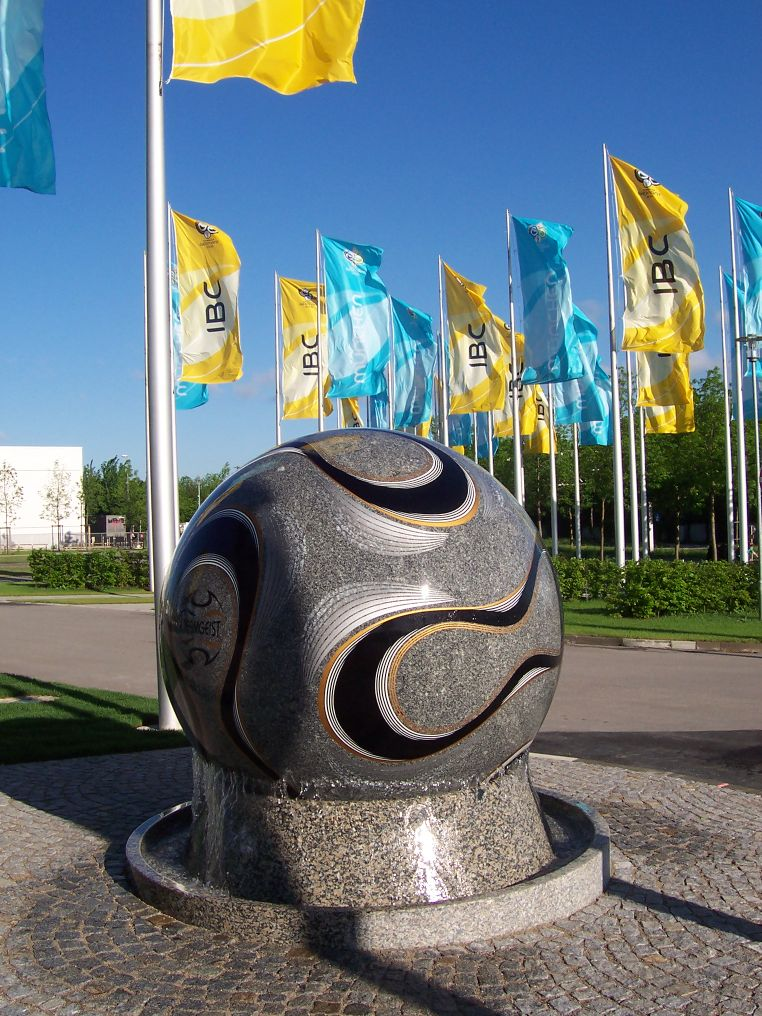
Der WM-Brunnen vor dem Eingang Nord. Im Hintergrund sind die Fahnen vom IBC zu erkennen.

Das International Broadcast Centre (de. „Internationales Sendezentrum“) oder abgekürzt IBC war das Medienzentrum und die Zentrale für sämtliche Fernsehübertragungen der FIFA Fußball-Weltmeisterschaft 2006. 
Das Sendezentrum für die WM 2006 wurde auf dem Münchner Messegelände errichtet und im Auftrag der FIFA von der Firma HBS betrieben. Alle Sendeanstalten weltweit bezogen ihre Signale vom Hauptschaltraum (Master Control Room) des IBC. Neben den  verschiedenen Produktionsstätten von HBS fanden sich in den drei beanspruchten Messehallen Studios von Fernseh- und Rundfunksendern aus 48 Ländern, das FIFA Pressezentrum, Informationsstände, Internetbereiche, Spielebereiche und Präsentationsflächen.

## Aufbau

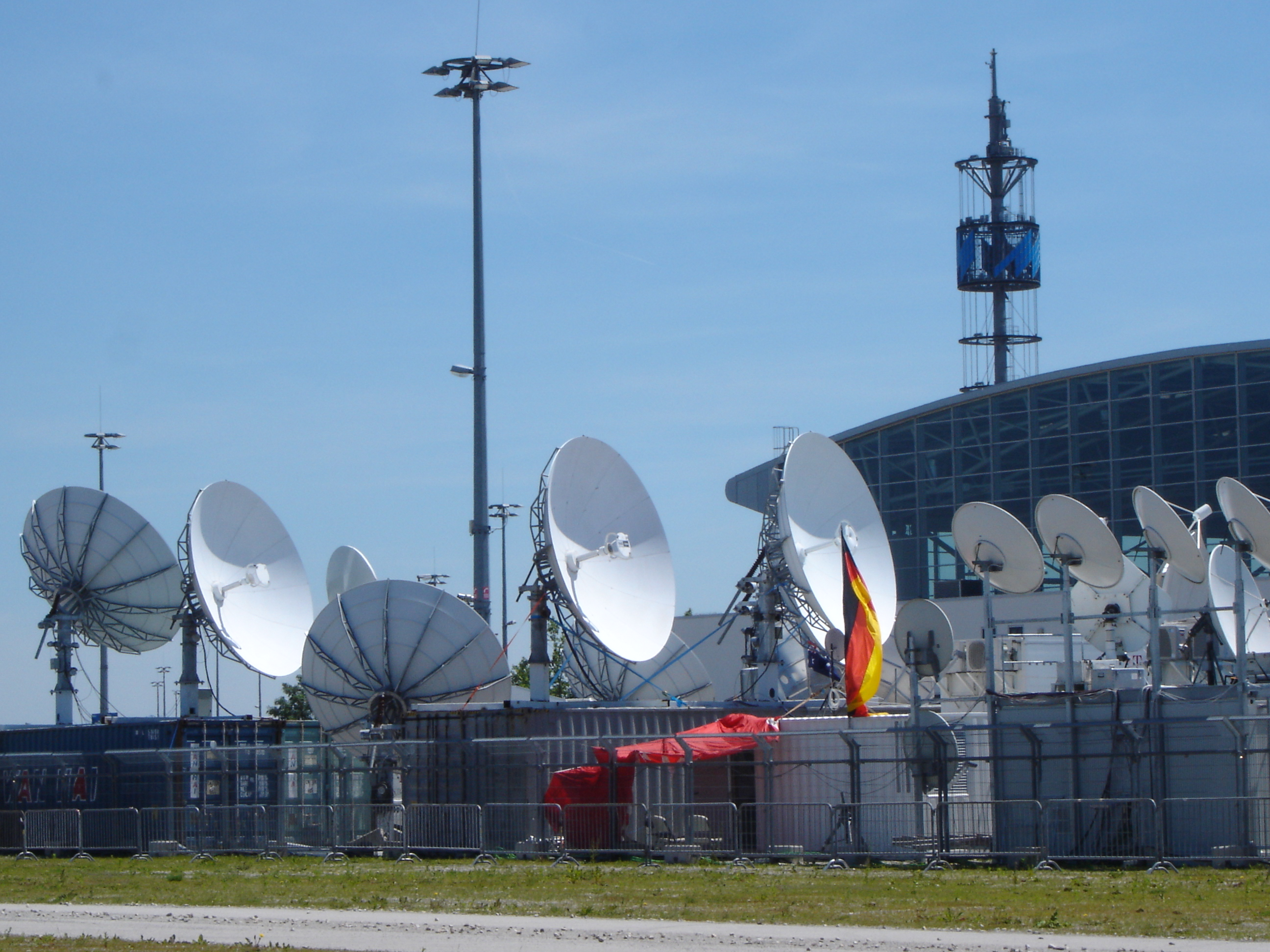
Die Satellitenfarm

Die drei Messehallen des IBC hatten eine Gesamtfläche von 30.000 Quadratmetern. Die speziell angefertigten Belüftungsanlagen für die Studios und die anderen Einrichtungen hatten ein Gesamtgewicht von 720 Tonnen. Die Anzahl der Türen betrug 700. In der mittleren Halle des Sendezentrums (Halle C4) befand sich der Master Control Room (vor der Showfläche World Plaza), die anderen Produktionsstätten und  Abteilungen von HBS, die IT-Abteilung der FIFA, 24 Sendestudios verschiedener Fernseh- und Rundfunksender (darunter das der BBC), der Cateringbereich sowie ein Restaurant und ein Internetbereich im ersten Stock. In Halle C2 waren das Pressezentrum, die Requisitenkonstruktion Bayern Plaza, Spielebereiche, mehrere Rundfunkstudios, der Surround-Showraum der Firma Dolby und ein Bistro. Halle C4 beherbergte hauptsächlich Fernsehstudios (darunter die Studios von ARD, ZDF und RTL). Vor Halle C4 befand sich die Satellitenfarm.

## Funktionen
Im IBC wurde die gesamte Liveübertragung der Fußball-WM koordiniert.  

### Signalwege
Die Bildsignale der je 23 Stadionkameras von HBS wurden zugleich im hochauflösenden Format (High Definition) und in SD (Standard Definition) mit der Stadionakustik (Embedded Audio) zu Außenübertragungswagen von HBS geleitet. Zwei weitere Kameraplätze standen im Stadion für Fernsehsender zur Verfügung. Die Signale liefen zu deren Ü-Wagen. Die Aufnahmeperspektive vereinte das Sichtfeld des 16:9-Formates von HD mit dem engeren 4:3-Sichtfeld von SD. Die Übertragungswagen am Stadion sind am jeweiligen Technical Operations Center (TOC) des Fußballstadions angeschlossen.
Von den TOCs an den Stadien liefen die Signale über zwei gespiegelte Leitungen und zusätzlich über Satellit zum Hauptschaltraum des IBC. Die terrestrische Übertragung erfolgte über Glasfaserkabel der Telekom-Tochter T-Systems. T-Systems übernahm die Signalanbindung des Hauptschaltraumes. Die Tonsignale der Stadionsprecher (Kommentatoren) wurden auf denselben Leitungen zum Master Control Room übertragen, im Gegensatz zur Stadionakustik aber in separaten Kanälen.
Vom Hauptschaltraum wurden alle Signale an die Sendepartner geleitet, die im IBC stationiert waren. Einige Kanäle wurden vom Hauptschaltraum über eine Schleife zu anderen Produktionseinheiten im IBC geschickt und vor dem Weiterleiten an die Fernsehsender wieder eingespeist. Manche dieser Kanäle wurden mit Grafiken bestückt, andere mit kurzfristig produzierten Zusammenschnitten (so genannte Highlights) für Spielpausen.
Die Sendepartner leiteten die Signale über die Satellitenfarm des IBC an ihre Sendeanstalten. Von dort erfolgte die Ausstrahlung zum Fernsehzuschauer beziehungsweise Konsumenten.

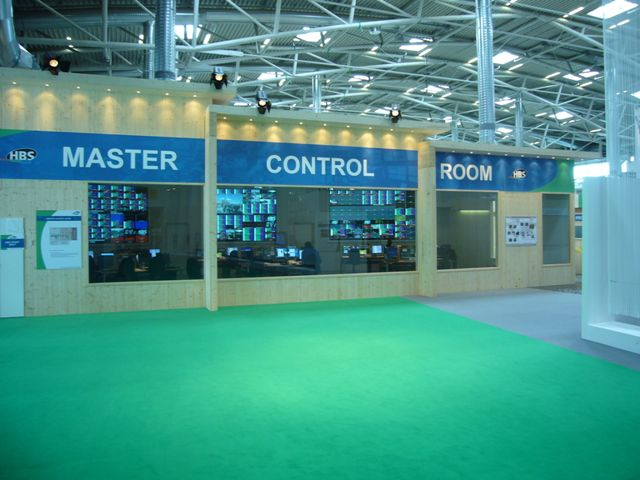
Der Master Control Room

### Master Control Room und CSC
Der Master Control Room (Hauptschaltraum) des IBC hatte eine Fläche von 800 Quadratmetern. Er war in elegantem Design gestaltet und erstmals auf  Öffentlichkeitswirkung angelegt. Dazu bestanden die Hinterwand und eine Seitenwand zum größten Teil aus Glas. Jede Kamera jedes Stadions konnte im MCR auf den zahlreichen virtuellen Teilschirmen der Monitorwand kontrolliert werden. Der Raum war der zentrale Knoten aller Sendesignale weltweit. Über ihn liefen sowohl die Hinleitungen zu den Broadcastpartnern als auch die Rückleitungen für die Fernsehsendungen.
Das Commentary Switching Center (CSC) war ein Nebenraum des Master Control Room. Über ihn liefen die Tonsignale der Stadionsprecher. Alle Kommentatorensignale aus allen Stadien wurden dort verwaltet und zum Hauptschaltraum weitergeleitet.

### Production Centre
Das Produktionszentrum (engl. Production Centre) des IBC wurde ebenfalls von HBS betrieben. Es war in verschiedene Produktionseinheiten aufgeteilt, die alle mit dem Hauptschaltraum verbunden waren. In diesen wurden Einblendungen (Logos und Grafiken), Zeitlupenwiederholungen und Zusammenschnitte (Highlights) für die Live-Ausstrahlung erstellt und alle Spiele für die Weiterverwendung aufgezeichnet. Diese Produktionen standen den Broadcastpartnern im IBC in unterschiedlichen Zusammenstellungen auf verschiedenen Kanälen zur Verfügung. Allerdings verwendeten manche große Sendepartner nur die reinen Bild- und Tonkanäle und produzierten eigene Grafiken für die Fußballübertragungen.

### Neue Medien
Die Produktionseinheit New Media fertigte spezielle Formate für Handys und Onlineanbieter an. Dabei handelte es sich überwiegend um kurze Zusammenfassungen von Spielen (eine Minute oder vier Minuten), Voice Over (alternative Sprecher), Live-Videonachrichten und Live-Bildmitteilungen.

## Sendepartner
Im IBC waren 126 Sendepartner (TV und Rundfunk) aus 48 Ländern stationiert. Es wurden 15 Fernsehstudios errichtet, die Programme vor Ort erstellten. Große Studios hatten die britische BBC, ARD und ZDF, das italienische Rai TV sowie die brasilianischen Sender TV Globo und Univision. Die beiden mit deutlichem Abstand größten Studios hatten die zwei mexikanischen Konkurrenzsender Azteca und Televisa errichtet.